# 喜久川政信
喜久川 政信（きくかわ まさのぶ、1954年 - ）は、カナダ在住の空手家。沖縄県宮古島宮古島市（旧・平良市）出身。沖縄小林流空手振興会・カナダ総本部の会長である。沖縄空手道小林流尚倫会の垣花恵春会長（国際沖縄小林流空手道連盟会長）より2022年一月23日に範士十段を允許される。

## 来歴
幼少の頃より柔道、剣道に親しみ、知花朝信の初期の弟子で池原師、仲里周五郎系統の儀武師、喜屋武系統の当間師より空手の手ほどきを受ける。
1985年に沖縄空手道小林流小林館協会を退会し、東辰徳範士十段（1952-2012）と共に沖縄小林流空手振興会を設立し、会長に就任する。
1990年にアメリカ海兵隊普天間基地の武道指導員。1994年にカナダへ移住し、国際中医学院を卒業し鍼灸師、漢方医師の資格を取り、開業しながら沖縄空手道と琉球古武道の指導をしている。

## 事績として
1982年10月、沖縄小林流空手愛好会道場開設。同道場に於ける門下生指導。
1985年に沖縄空手道小林流小林館協会を退会し沖縄小林流空手愛好会を沖縄小林流空手振興会と改名する。
1986年に沖縄空手振興会、那覇市空手道協会、那覇市スポーツ協会空手部に加盟して以後空手道大会を運営する。
1994年にカナダ移住し、カナダBC州を住居を構え、道場を開設して、ビクトリアカップ空手大会を主催する。
2010年に国際沖縄小林流空手道連盟を設立して、北米、南米の加盟道場のセミナーに空手講師として以後、毎年指導を行う。
ニューヨーク、バージニア州、フロリダ州、プエルトリコ、チリ、カリフォルニア、インドでの空手道を指導している。